# پراجکت کراس زون ۲
پراجکت کراس زون ۲ (به ژاپنی: プロジェクト クロスゾーン2：ブレイブニューワールド Purojekuto Kurosu Zōn 2: Bureibu Nyū Wārudo) یک بازی ویدئویی ترکیبی به سبک نقش‌آفرینی تاکتیکی است که توسط شرکت مانولیت سافت توسعه یافته و به‌وسیلهٔ باندای نامکو انترتینمنت در نوامبر ۲۰۱۵ در ژاپن، و فوریه ۲۰۱۶ در سراسر جهان برای کنسول قابل حمل نینتندو ۳دی‌اس منتشر شده‌است. با وجود اینکه این بازی دنباله‌ای بر عنوان پراجکت کراس زون به‌شمار می‌رود، اما داستان آن به وقایع دنباله معنوی پیشین این سری، یعنی نامکو کراس کپ‌کام وفادار است، در حالی که بازی داستان مختص به خود را نیز دارا می‌باشد. پراجکت کراس زون ۲ عنوانی کراس‌اوور بین فرنچایزهای مختلف شامل باندایی نامکو، کپ‌کام، سگا، همراه با مهمانان ویژه‌ای از سوی نینتندو است.